# DAF 46
De DAF 46 is een compacte personenwagen die van 1974 tot 1976 werd geproduceerd door de Nederlandse fabrikant DAF.
De 46 werd in 1974 geïntroduceerd als opvolger van de DAF 44 en is de laatste DAF-personenauto geproduceerd onder de naam DAF. Uiterlijk verschilde de DAF 46 weinig van de de laatste versie van de 44. Het was dezelfde carrosserie ontworpen door Giovanni Michelotti. Het belangrijkste verschil aan de buitenkant wordt gevormd doordat de aanduiding "DAF" en "46" gescheiden zijn aangebracht op de verchroomde sierstrips op het front. De vernieuwde buitenspiegels hebben een in nylon verpakt kogelgewricht. Ook heeft de 46 ronde knipperlichten op de spatborden en heeft het portier een extra raamstijl. De motor is dezelfde als uit de 44: een luchtgekoelde tweecilinder boxermotor met een cilinderinhoud van 844 cm³ en vermogen van 25 kilowatt, die middels een centrifugaalkoppeling en de continu variabele transmissie van DAF, de Variomatic, de achterwielen aandrijft.
De belangrijkste wijziging was de vernieuwde Variomatic. De transmissie is in de 46 voorzien van een differentieel en de De Dion-achteras. Deze configuratie was geïntroduceerd in de DAF 66. In de oorspronkelijke uitvoering zoals die te vinden is in de 44 en de andere DAF's heeft de Variomatic de functie van het differentieel overgenomen. De secundaire schijven zijn verbonden met de pendelassen van de achterwielen. Daardoor veranderen die steeds van positie ten opzichte van de primaire schijven. In krap genomen bochten wringen de riemen in de schijven. In de 46 (en ook in de 66) is dat niet meer het geval. De 46 is de enige DAF die is geproduceerd met een enkelvoudige Variomatic. Er is slechts één riem in plaats van de gebruikelijke twee. Met twee riemen kan er in principe worden doorgereden naar huis of de garage in het geval er één riem knapt. In de configuratie van de DAF 46 kan dat niet meer. DAF voerde aan dat de riem in de nieuwe uitvoering minder slijt en dat de kwaliteit van de riemen is verbeterd. Door de constructie van de De-Dion-as is het differentieel met behulp van homokineten en aandrijfassen verbonden met de achterwielen en niet met de starre as tussen de twee achterwielen. Het voordeel hiervan is de gelijkblijvende wielstand bij verschillende belastingen, in bochten en bij oneffenheden van het wegdek. Een ander voordeel is het lage onafgeveerde gewicht doordat differentieel en de hele Variomatic bij het afgeveerde deel van de auto horen.
De 46 verscheen in de carrosserievarianten sedan, stationcar en bestelauto (de stationcar zonder achterbank). De stationcar en de sedan waren verkrijgbaar in de uitvoeringen Deluxe en Superluxe. De Deluxe is geleverd met stoelen en achterbank bekleed met skai, een zwart dashboard en geen klepje voor het dashboardkastje. De Superluxe heeft stoffenbekleding, een dashboard met houtfineer en het dashboardkastje kan met een klep worden afgesloten. Een vernieuwing ten opzichte van het interieur van de 44 was dat er nu naast het stuur in de dashboardrand waarschuwingslichten voor de handrem en de choke zijn aangebracht. Ook de knop van de pook was gewijzigd. De letters D, N en R staan er in gedrukt. Wel moet de 46 nog steeds in de vooruit of achteruit gestart worden.
In de test van Autovisie werd gewezen op het vele motorlawaai dat in het interieur aanwezig was, met name bij het optrekken. Ook de toch al niet hoge aangegeven maximumsnelheid van 123 km per uur werd niet gehaald. De hoogste gemeten maximumsnelheid was 117 km per uur. Wel was de Daf 46 met een verbruik van 15 kilometer per liter normale benzine zuiniger dan van fabriekswege aangegeven. Ook over de verbeterde wegligging was Autovisie te spreken.
De 46 werd in het najaar van 1974 gepresenteerd. In januari 1975 werd DAF overgenomen door Volvo. De productie eindigde in 1976, waardoor verreweg de meeste exemplaren door Volvo werden geproduceerd.
| DAF-personenauto's tussen 1950 tot 1980 | DAF-personenauto's tussen 1950 tot 1980 | DAF-personenauto's tussen 1950 tot 1980 | DAF-personenauto's tussen 1950 tot 1980 | DAF-personenauto's tussen 1950 tot 1980 | DAF-personenauto's tussen 1950 tot 1980 | DAF-personenauto's tussen 1950 tot 1980 | DAF-personenauto's tussen 1950 tot 1980 | DAF-personenauto's tussen 1950 tot 1980 | DAF-personenauto's tussen 1950 tot 1980 | DAF-personenauto's tussen 1950 tot 1980 | DAF-personenauto's tussen 1950 tot 1980 | DAF-personenauto's tussen 1950 tot 1980 | DAF-personenauto's tussen 1950 tot 1980 | DAF-personenauto's tussen 1950 tot 1980 | DAF-personenauto's tussen 1950 tot 1980 | DAF-personenauto's tussen 1950 tot 1980 | DAF-personenauto's tussen 1950 tot 1980 | DAF-personenauto's tussen 1950 tot 1980 | DAF-personenauto's tussen 1950 tot 1980 | DAF-personenauto's tussen 1950 tot 1980 | DAF-personenauto's tussen 1950 tot 1980 | DAF-personenauto's tussen 1950 tot 1980 | DAF-personenauto's tussen 1950 tot 1980 | DAF-personenauto's tussen 1950 tot 1980 | DAF-personenauto's tussen 1950 tot 1980 | DAF-personenauto's tussen 1950 tot 1980 | DAF-personenauto's tussen 1950 tot 1980 | DAF-personenauto's tussen 1950 tot 1980 | DAF-personenauto's tussen 1950 tot 1980 |      |
| --------------------------------------- | --------------------------------------- | --------------------------------------- | --------------------------------------- | --------------------------------------- | --------------------------------------- | --------------------------------------- | --------------------------------------- | --------------------------------------- | --------------------------------------- | --------------------------------------- | --------------------------------------- | --------------------------------------- | --------------------------------------- | --------------------------------------- | --------------------------------------- | --------------------------------------- | --------------------------------------- | --------------------------------------- | --------------------------------------- | --------------------------------------- | --------------------------------------- | --------------------------------------- | --------------------------------------- | --------------------------------------- | --------------------------------------- | --------------------------------------- | --------------------------------------- | --------------------------------------- | --------------------------------------- | ---- |
| Type                                    | 1950                                    | 1950                                    | 1950                                    | 1950                                    | 1950                                    | 1950                                    | 1950                                    | 1950                                    | 1950                                    | 1950                                    | 1960                                    | 1960                                    | 1960                                    | 1960                                    | 1960                                    | 1960                                    | 1960                                    | 1960                                    | 1960                                    | 1960                                    | 1970                                    | 1970                                    | 1970                                    | 1970                                    | 1970                                    | 1970                                    | 1970                                    | 1970                                    | 1970                                    | 1970 |
| Type                                    | 0                                       | 1                                       | 2                                       | 3                                       | 4                                       | 5                                       | 6                                       | 7                                       | 8                                       | 9                                       | 0                                       | 1                                       | 2                                       | 3                                       | 4                                       | 5                                       | 6                                       | 7                                       | 8                                       | 9                                       | 0                                       | 1                                       | 2                                       | 3                                       | 4                                       | 5                                       | 6                                       | 7                                       | 8                                       | 9    |
| A-body                                  |                                         |                                         |                                         |                                         |                                         |                                         |                                         |                                         |                                         | 600                                     | 600                                     | 600                                     | 600                                     |                                         |                                         |                                         |                                         |                                         |                                         |                                         |                                         |                                         |                                         |                                         |                                         |                                         |                                         |                                         |                                         |      |
| A-body                                  |                                         |                                         |                                         |                                         |                                         |                                         |                                         |                                         |                                         |                                         | 750                                     |                                         |                                         |                                         |                                         |                                         |                                         |                                         |                                         |                                         |                                         |                                         |                                         |                                         |                                         |                                         |                                         |                                         |                                         |      |
| A-body                                  |                                         |                                         |                                         |                                         |                                         |                                         |                                         |                                         |                                         |                                         |                                         | 30                                      | 30                                      | 31                                      | 31                                      | 32                                      | 32                                      | 33                                      | 33                                      | 33                                      | 33                                      | 33                                      | 33                                      | 33                                      |                                         |                                         |                                         |                                         |                                         |      |
| B-body                                  |                                         |                                         |                                         |                                         |                                         |                                         |                                         |                                         |                                         |                                         |                                         |                                         |                                         |                                         |                                         |                                         | 44                                      | 44                                      | 44                                      | 44                                      | 44                                      | 44                                      | 44                                      | 44                                      | 46                                      | 46                                      |                                         |                                         |                                         |      |
| B-body                                  |                                         |                                         |                                         |                                         |                                         |                                         |                                         |                                         |                                         |                                         |                                         |                                         |                                         |                                         |                                         |                                         |                                         |                                         | 55                                      | 55                                      | 55                                      | 55                                      | 66                                      | 66                                      | 66                                      |                                         |                                         |                                         |                                         |      |

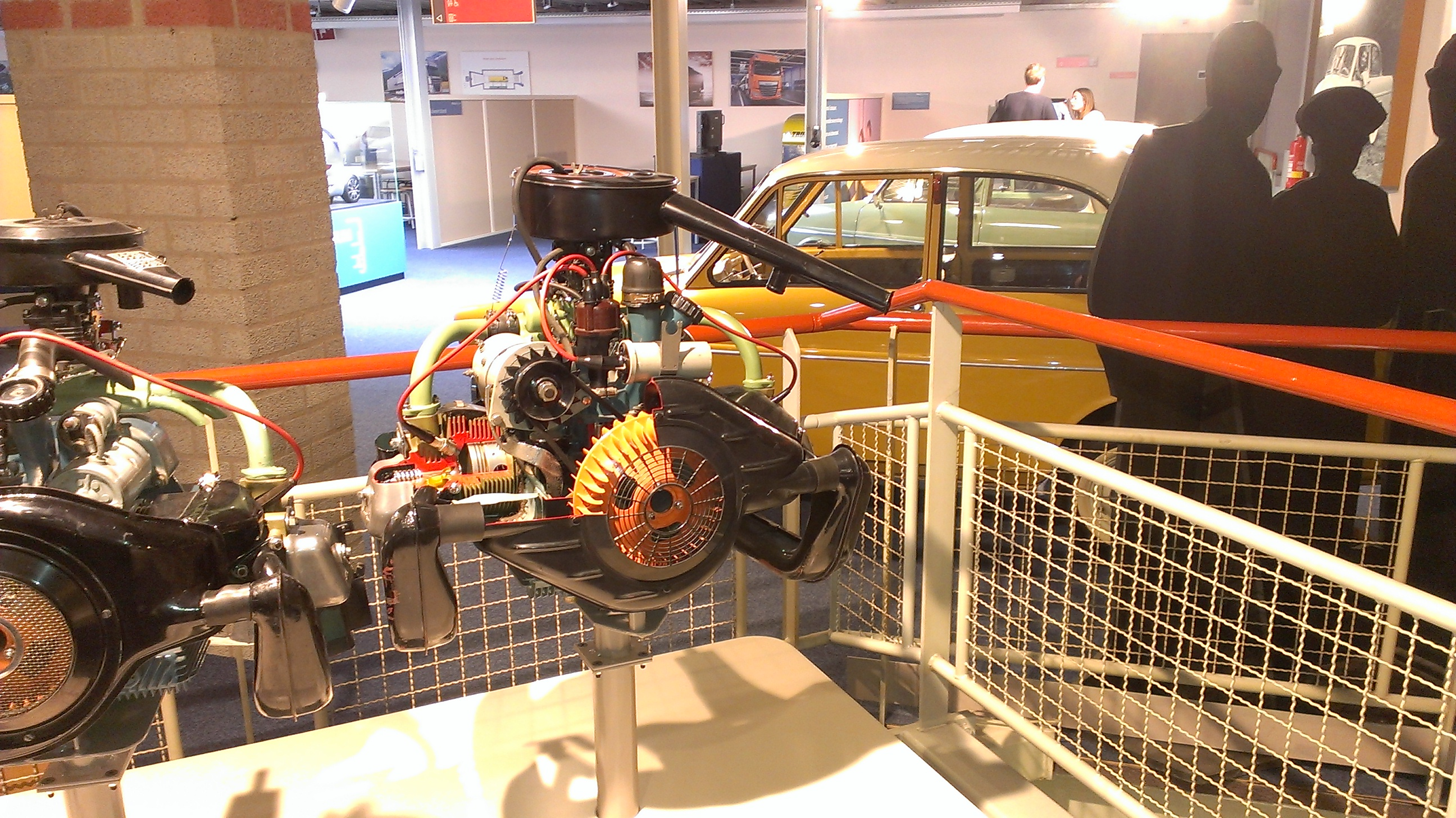
Opengewerkt model van de 844 cc motor uit de 46
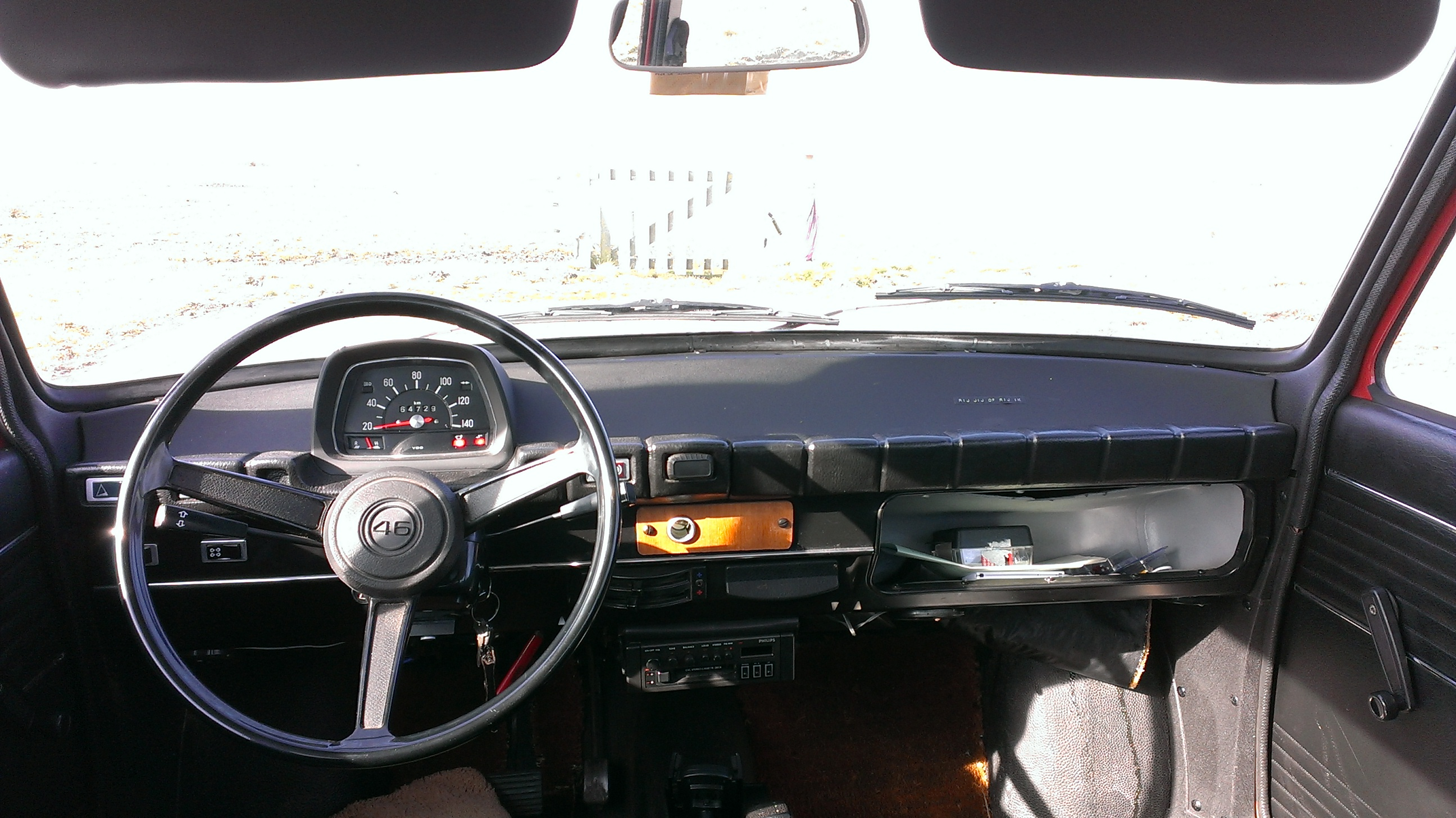
Het Dashboard uit de 46 Deluxe
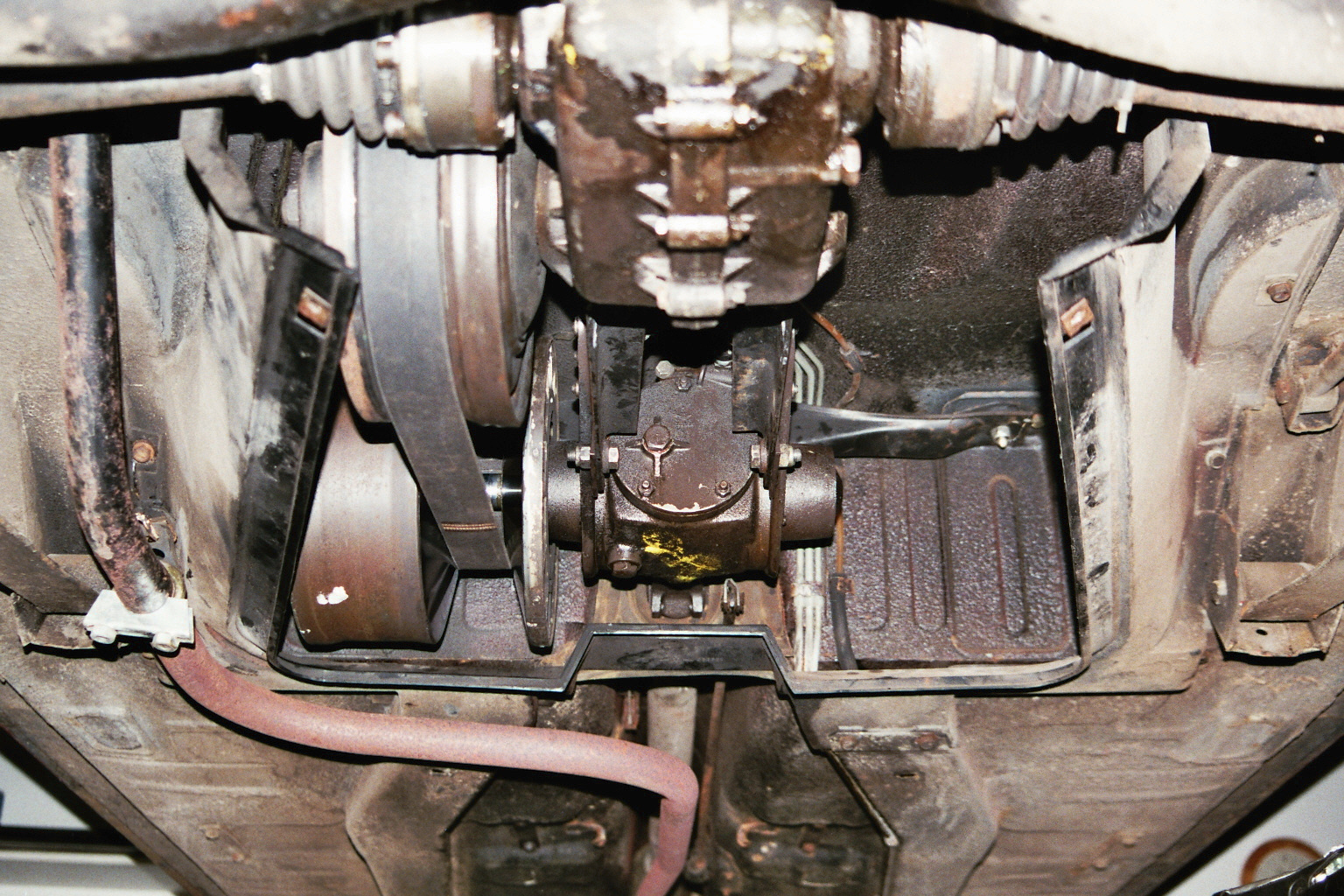
Enkelzijdige Variomatic van de 46